# Старе место
Старе место или Старият град (на чешки: Staré Město pražské), наричан първоначално Пражке место (Pražské Město), е един от четирите исторически района на чешката столица Прага, някогашното средновековно и ренесансово селище. Кварталът е наречен Старе место, за да бъде разграничаван от Нове место (Новия град), основан от император Карл IV през XIV в.
В административно отношение Старият град попада в район „Прага 1“ на десния бряг на река Вълтава. От външната си страна селището е било обградено от полукръгъл ров и стена, свързана с река Вълтава в двата си края. Ровът вече е покрит от днешните улици Revoluční, Na Příkopě и Národní, които остават официалната граница на кадастралния район Старе Место, административна част от Прага 1.

## История
Старият град възниква като средновековно селище още през VIII в. на важен кръстопът на търговските пътища от запад и изток покрай бреговете на Вълтава. През IX в. тук се споменават първите християнски храмове. Тъй като градът се намира на отсрещния бряг на Пражката крепост, това му дава възможност да запази относителна самостоятелност. 
Документи, датиращи от 1100 г., показват, че там се провежда пазар всяка събота, а също така мястото служи и за военно сборище. Благодарение на търговията живущите в района се замогват и крал Вацлав I им дава градски привилегии (Město pražské). Според по-късни записи, средновековният град има 13 порти и широк ров, осигуряващ неговата защита.
Поради това, че селището е разположено в ниската част, в Хроника Боеморум, писана през 1119–1125 г. е отбелязано, че голямо наводнение отнася много постройки тук през 1118 г.
През 1158 г. е построен каменният Юдитин мост, наречен на името на кралица Юдит Тюрингска, който свързва Старе место с Мала страна и който днес вече не съществува. На негово място днес е Карловият мост.
С нашествието на татарите в Централна Европа през XIII в. се налага да се подсили защитата на градовете. Вацлав I нарежда да се огради селището с каменни стени, да се прокопаят ровове и да се издигнат валове. Предполага се, че до 1250 г. строителството им е завършено. Те били с обща дължина 1700 m на обща площ от 140 ха. След като градът е разширен през XIV век от Карл IV с основаването на Новия град Прага, ровът е запълнен, а стената е демонтирана.
През 1338 г. градския съвет на Прага получава разрешение от краля на Бохемия Ян Люксембургски да закупи патрицианския дворец от семейството Волфин от Камене и да се настани кметството в нея. Сградата все още съществуваща днес и е известна като Старата Градска община.
В средата на XIV век значението на Стария град на Прага се увеличава бързо. Градът процъфтява благодарение на развитието на търговията и занаятите и се превръща в една от най-важните централноевропейски метрополии. Неговият блясък и слава още повече се е увеличава, когато бохемският крал Карл IV става император на Свещената Римска империя през 1355 година. От края на XIV век негово седалище е Каролинум в стария град на Прага. Съвсем внезапно вниманието на цяла средновековна Европа се обръща към Прага, резиденцията на главата на Свещената Римска империя. Оригиналното кметство е разширено с каменна кула през 1364 г., а когато е завършена, тази кула е най-високата сграда в града.
През 1348 г. Карл IV създава Карловия университет в Прага. През 1357 г. Карл IV започва изграждането на нов мост над река Вълтава, свързващ Стария град с Мала Страна. През 1391 г. в Стария град е построен Витлеемският параклис за проповеди и служба на чешки език. Параклисът изиграва важна роля в Бохемската реформация и хуситското движение. През 1402 – 1413 там проповядва църковният реформатор Ян Хус.
През 1689 г. голям пожар (наречен Френския пожар) поврежда голяма част от Стария град, включително и еврейския град. През 1784 г. император Йозеф II с реформа обединява Старе место заедно с още три градчета в един общ кралски град – Прага. Той назначава магистрат, който да управлява града, със седалище сградата на градския съвет в Старе место.

## Забележителности
Някои от забележителностите на Старе место са площадът Староместки намести, на който в миналото се е намирал главният градски пазар,  Астрономическият часовник, Астрономическата кула, Клементинум, построен от йезуитите, в който днес се помещава Националната библиотека на Чехия и др.
Старият град е заобиколен от Новия град Прага. От другата страна на река Вълтава през Карловия мост, се намира бившият град Мала Страна, а бившият еврейски град Йозефов се намира в северозападния край на Стария град, към Вълтава.

## Галерия
- Герб на Стария град Прага пред Старата градска община
- Чешка уличка
- Домове в Стария град
- Паметник на Ян Хус на Стария градски площад
- Пазар на яйца в края на XIX век